# 고트하르트 고개

고트하르트 고개(독일어: Gotthardpass, 이탈리아어: Passo del San Gottardo)는 스위스 티치노주 아이롤로와 우리주 괴세넨 사이에 있는 고개이다. 이 고개는 알프스산맥 해발 2,106m의 고도에 자리잡은 고개로 성 고트하르트 대산괴를 가로질러 스위스 북부와 남부를 연결한다. 이 고개는 이탈리아어를 사용하는 티치노주의 아이롤로와 독일어를 사용하는 우리주의 안데르마트 사이에 있으며, 벨린초나와 바젤의 루체른 그리고 취리히를 연결한다. 고트하르트 고개는 유럽의 중요한 남북축인 고트하르트의 중심에 있으며, 건설 당시 세계에서 가장 긴 세 개의 주요 교통 터널인 고트하르트 철도 터널 (1882), 고트하르트 도로 터널 (1980) 및 고트하르트 베이스 터널 (2016).이 고개를 가로지른다. 서쪽에 뢰치베르크가 있는 고트하르트는 스위스 알프스를 통과하는 두 개의 주요 남북 경로 중 하나이다. 중세 이후 고트하르트를 가로지르는 교통은 스위스 역사에서 중요한 역할을 했으며, 고트하르트 북쪽 지역은 14세기 초 구스위스 연방의 핵심이 되었다.

## 역사

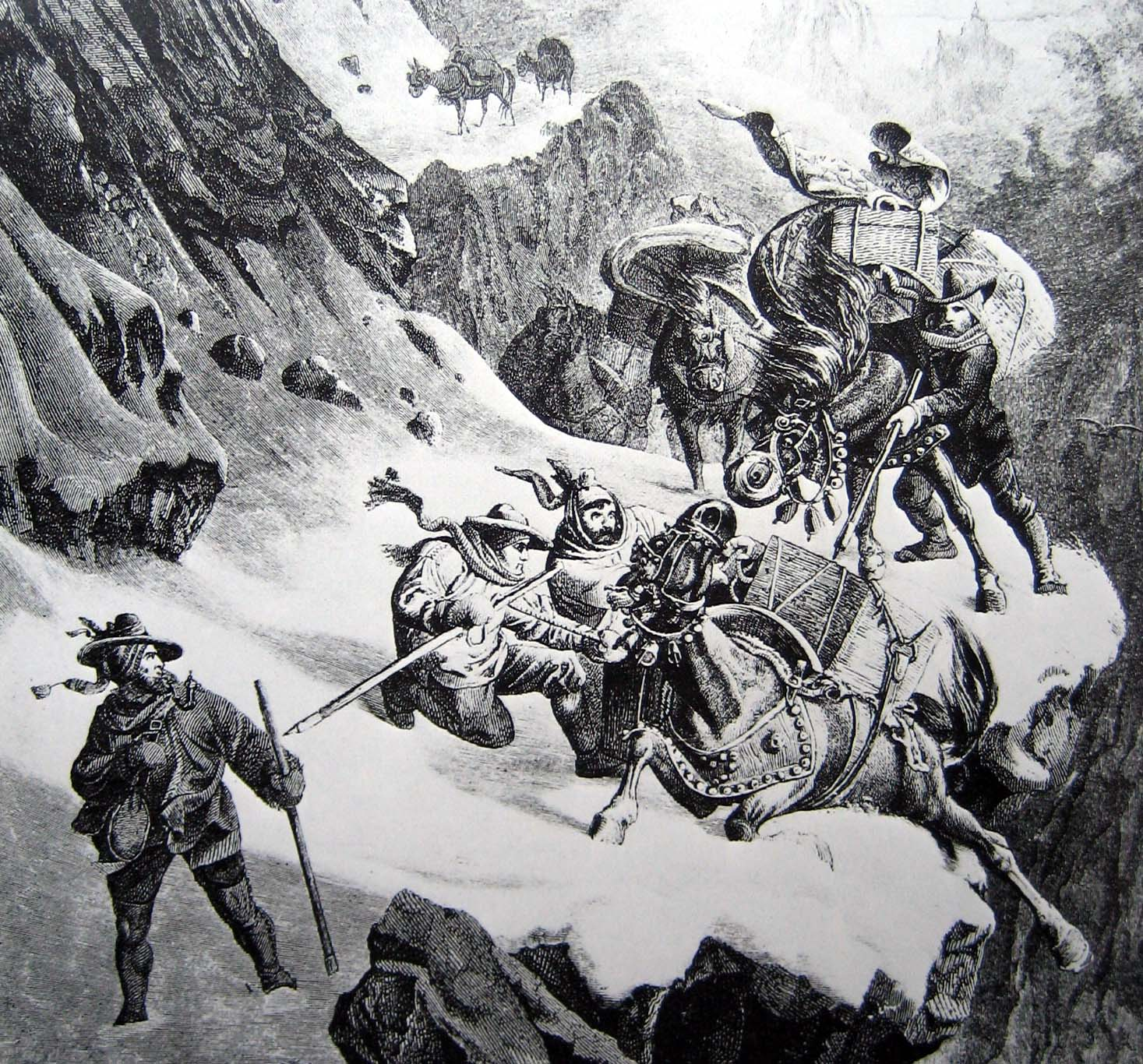
고트하르트의 노새꾼들

이 고개는 고대에 현지에서 알려졌지만 일반적으로 13세기 초까지는 안데르마트 아래의 좁고 가파른 쇨레넨 협곡에서 초여름 동안 눈이 녹아 부풀어 오른 난류의 로이스강을 건너야 했기 때문에 일반적으로 사용되지 않았다.
쉘레넨 협곡을 가로지르는 최초의 목조 다리는 1220년경에 지어졌으며, 다음 해에는 이 통로의 중요성이 빠르게 높아졌다.
다리는 교통이 로이스를 따라 상류까지 그리고 정상의 능선을 지나도록 허용했다. 즉, 북해로 흐르는 라인강과 밀라노를 향하는 티치노강 사이의 대륙 분할선이 있다. 이 강은 스위스를 떠난 후 포강을 흘러 궁극적으로 아드리아해로 흘러들어 간다.
고트하르트 고개는 이전에 몬테 트레몰로(Monte Tremolo)로 알려져 있었다. (그 남쪽 경사면은 여전히 발 트레몰라(Val Tremola)로 알려져 있음)
산길의 수호성인으로 여겨지는 힐데스하임의 성 고트하르트 (1038년 사망, 1131년 시성)에게 헌정된 예배당은 고개의 남쪽 경사면에 지어졌으며, 1230년 밀라노 대주교에 의해 축성되었다. 고개는 그 성인 이후 1236년경에는 곧 널리 알려지게 되었다.
교통을 위한 쇨레넨 협곡의 개방은 최초의 스위스 연방에서 중요한 요소였다. 우리주, 슈비츠주 및 운터발덴주의 세 지역 (발트슈테텐 또는 ‘숲 공동체’)은 여전히 13세기 전반기에 호엔슈타우펜 황제 아래 제국 직속령 지위를 얻었다. 1370년의 파펜브리프에서 표현된 초기 동맹의 중요한 측면은 취리히에서 고트하르트 고개까지의 길을 따라 평화가 보장된다는 것이었다.
스위스는 또한 알프스 남쪽으로 그들의 영향력을 확장하여 밀라노로 가는 통로를 가로질러 무역로를 확보하는 데 관심이 있었다. 1331년에 시작하여 처음에는 평화로운 무역 협정을 통해 영향력을 행사했지만, 15세기에 그들의 개입은 군사적으로 바뀌었다. 1403년 고개 남쪽 계곡이라고 불리는 레벤티나 상류는 우리주의 보호령이 되었다. 15세기 전반에 걸쳐 스위스와 밀라노 공국 사이의 변혁적인 투쟁이 계속되었고, 결국 스위스는 티치노 영토를 정복하게 되었다.
쇨레넨 협곡을 건너는 것과 관련된 “악마의 다리”(토이펠스교) 전설은 중세 시대의 것이 아니다. 1587년 타이펠즈 브루켄(Teiffels Brucken)이라는 이름의 증명에서 알 수 있듯이 그 전설은 16세기로 거슬러 올라갈 수 있지만, 17세기에 형성되었을 가능성이 더 높다. 요한 자콥 쉐우히처(Johann Jakob Scheuchzer)가 18세기 초에 처음으로 기록했다.
1707년 8월에 길이 60m의 터널을 포함한 새로운 도로가 건설되었다. 우르너로히(Urnerloch)로 알려진 터널은 알프스에 건설된 최초의 도로 터널이었다. 이 터널은 피에트로 모레티니(1660-1737)에 의해 건설되었다.
쇨레넨 협곡를 가로지르는 길과 고개를 따라서 가로지르는 길은 첫 번째 마차가 개선된 도로로 여행을 떠난 1775년까지 여전히 사람의 발걸음과 동물 무리만 통행을 했다.
새로운 고트하르트 도로는 1830년에 건설되었으며, (1차선) 자동차 교통을 허용할 만큼 충분히 넓었다. 이 도로를 통해 1895년 첫 번째 자동차가 이 고개를 넘었다고 한다. 1901년, 첫 번째 보고에서는 고개를 넘는데도 하루 이상이 걸렸다고 한다.
1980년 개통된 고트하르트 도로 터널로 인해, 교통에 있어 고개 자체에 대한 중요성이 줄어들었다.
고트하르트를 넘어 가기
- 세 번째 악마의 다리(토이펠스교, 1958년 건설), 현대 콘크리트 경간은 아래에 더 오래된 다리 (1830년 건설)를 보여준다.
- 정상 근처의 고트하르트 포스트
- 옛길: 고트하르트 정상
- 고트하르트 호스피스
- 트레몰라 도로
- 트레몰라 계곡

## 지리
고트하르트 고개는 발레주, 티치노주, 그라우뷘덴주 및 우리주 사이의 스위스 알프스 중심부에 위치한 대산괴인 고트하르트 대산괴의 주요 유역에 있다. 고개 자체는 피조 루첸드로(Pizzo Lucendro) (서쪽)와 피조 첸트랄레(Pizzo Centrale) (동쪽) 정상 사이의 가장 낮은 지점이다. 그것은 우리주(북쪽)와 티치노주(남쪽)를 연결하고, 해발 2,106m의 정상(도로 표지판으로 표시)은 우리주와의 국경에서 남쪽으로 약 2km 떨어진 티치노주에 있다. 고개로 연결된 계곡은 우르세렌(Urseren)이라 불리는 로이스강과 티치노강의 발레 레벤티나(Valle Leventina)라는 이름의 계곡이다. 고트하르트 축은 스위스 중부와 대부분의 북부 지역과 티치노 남부 지역을 잇는 가장 중요한 경로이다. 취리히와 루가노 사이, 또한 북부 유럽과 이탈리아의 일부 지역 (로테르담-바젤-제노바 축)을 연결하는 가장 직접적인 연결 고리이다.

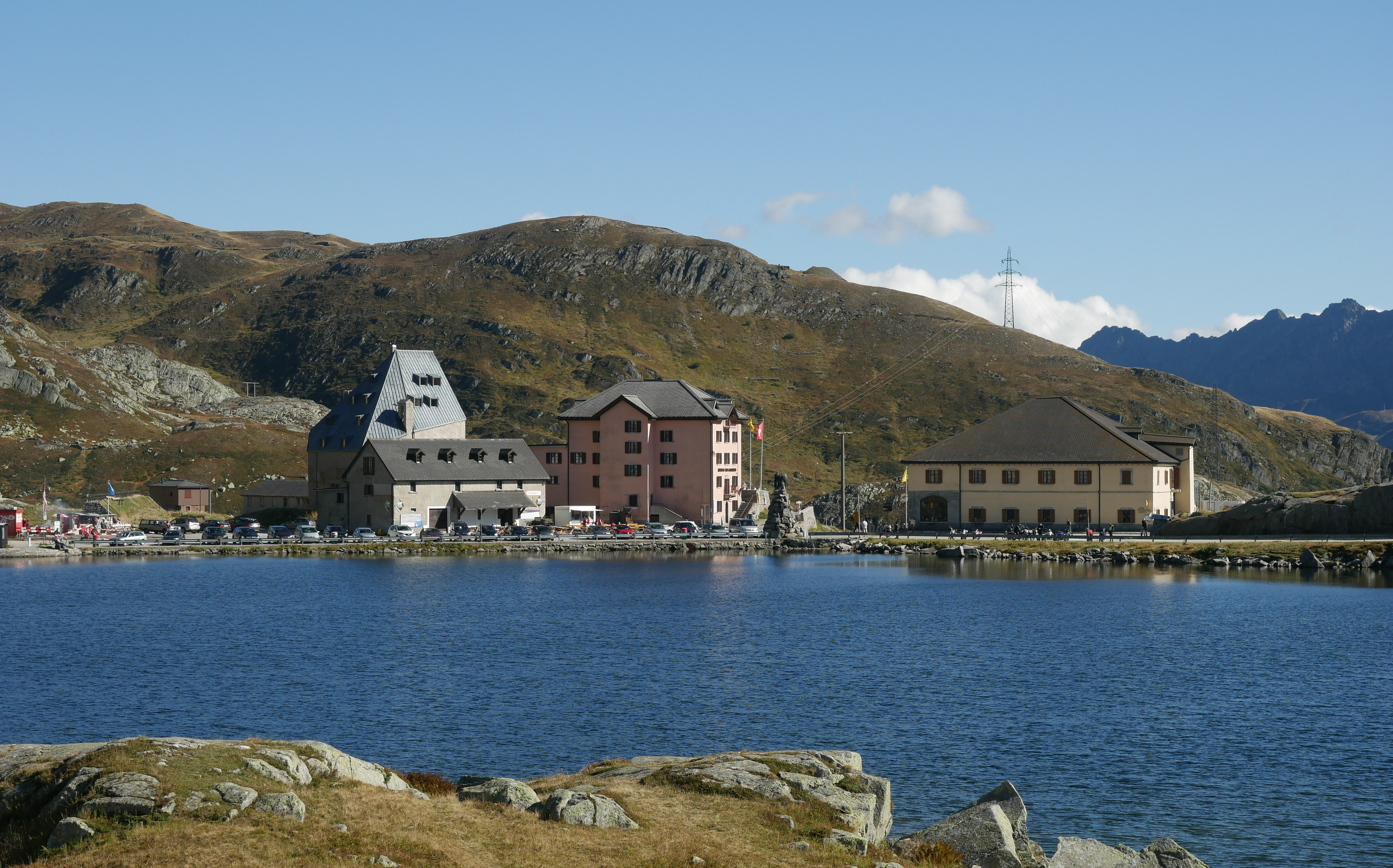
피아자 호수와 호스피스 지역

가장 가까운 마을은 각각 우르제렌 및 레벤티나 계곡에 있는 안데르마트 및 아이롤로(남쪽 4km) 근처의 호스펜탈 (북쪽 7km)이다. 안데르마트 지역은 론 계곡과 라인 계곡을 연결하는 푸르카와 오버알프 고개 기슭에 위치해 있어 고트하르트 지역을 물류와 군사(예: 스위스 레뒤)의 전략적 요충지로 만든다.
해발 약 2,090m의 고도에 있는 고트하르트 고개의 정점에서 남동쪽으로 몇 개의 호수가 있다. 가장 큰 것은 라고 델라 피아자(Lago della Piazza)라고 하며, 면적은 3.94 헥타르이다. 라고 델라 피아자의 남쪽에는 호스피스(Ospizio)와 국립 박물관, 호텔과 레스토랑이 있다. 2,091m의 고도를 표시하는 또 다른 공식 도로 표지판이 있다.
고트하르트 고개에서 몇 킬로미터 떨어진 곳에 두 개의 큰 댐과 인공 호수가 있다. 피조 루첸드로 기슭에 있는 라고 디 루첸드로(Lago di Lucendro)와 피조 센트랄레 기슭에 있는 셀라 호수(Lago della Sella)이다. 둘 다 티치노주 내에 있지만, 각각 로이스강과 티치노 분지의 일부이다.

## 교통

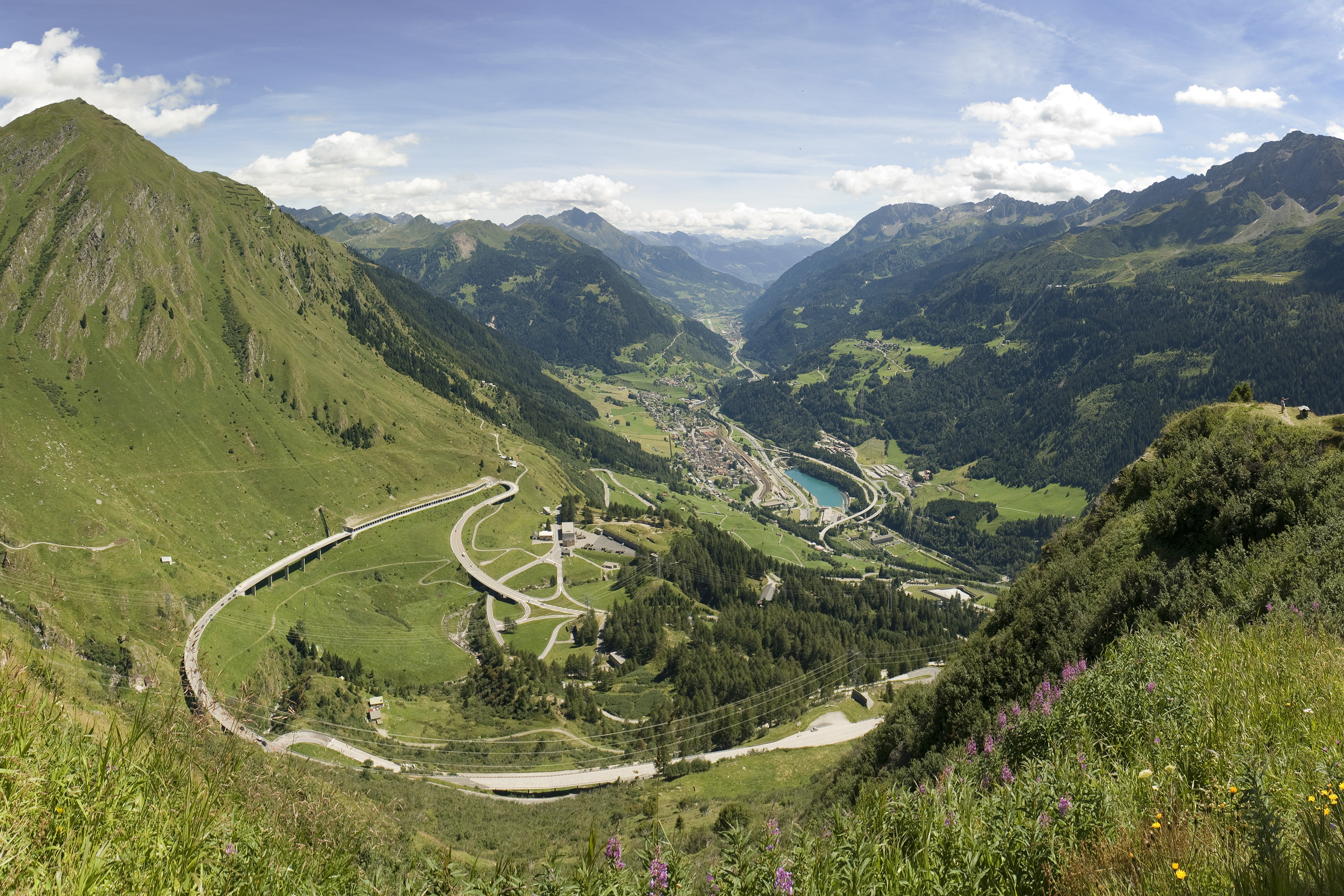
아이롤로로 내려가는 2번 국도

2번 국도 외에도 고개를 건너 괴세넨과 아이롤로를 연결하는 여러 터널을 통해 대산괴를 통과할 수 있다.
고트하르트 철도 터널은 1882년에 개통된 최초의 터널이며, 총길이 15km로 철도 교통을 위해 개통되었다. 공사 중 사고로 약 200명의 근로자가 목숨을 잃었다. (정확한 통행료에 대해서는 불확실함).
두 번째, 고트하르트 도로 터널(고속도로 터널)은 1980년에 개통되었으며, 총길이 17km에 달한다. 2001년에 치명적인 화재로 두 달 동안 폐쇄되었다. 철도와 고속도로 터널 모두 해발 약 1,150m에 괴쉐넨과 아이롤로에 출구가 있으며 서로 가깝다. 이 터널을 통과하는 철도와 도로 교통은 혹독한 기상 조건으로 인해, 특히 겨울에 차단되는 경우가 있다.
마지막 터널인 고트하르트 베이스 터널(이중관 철도 터널)은 2016년에 개통되었으며, 총길이는 57km에 달한다. 에르스트펠트의 북부 평야에서 보디오의 남부 평야까지 해발 약 500m에서 처음으로 대산괴와 알프스를 통과하는 평평한 경로를 제공한다. 세계에서 가장 길고 깊은 철도 터널이다. 이 터널은 NRLA 프로젝트의 일환으로 취리히와 루가노 근처에 계획된 2개의 더 짧은 터널과 결합되어 취리히에서 밀라노까지 3시간 40분의 철도 여행을 1시간으로 단축시켜 준다. 또한 오래된 나선형 터널에 비해, 노선이 거의 평평하기 때문에 노선을 따라 운행할 수 있는 열차의 크기와 수를 늘릴 것이다.

## 같이 보기
- 트레몰라 산고타르도